# Abschiedsblicke
Abschiedsblicke (Parting Glances) ist ein US-amerikanischer Spielfilm des Regisseurs und Drehbuchautors Bill Sherwood aus dem Jahr 1986. Der innerhalb der New Yorker Schwulenszene spielende Film behandelte als einer der ersten das Thema AIDS und erzielte einen Kultstatus.

## Handlung
Erzählt werden etwa 24 Stunden im Leben des schwulen Paares Robert und Michael, die sich in New York City eine Wohnung teilen. Die beiden Endzwanziger sind seit sechs Jahren zusammen, doch nun wird ihre Beziehung auf eine Probe gestellt: Robert arbeitet für eine Gesundheitsbehörde und plant, am nächsten Tag Richtung Afrika abzureisen, um dort für zwei Jahre zu arbeiten. Michael wird in New York bleiben und sich unter anderem um seinen Ex-Freund Nick, einem Rockmusiker, der an AIDS erkrankt ist, kümmern.
Am Abend besuchen Robert und Michael zunächst ein Abschiedsessen, das Roberts Arbeitgeber Cecil und seine Frau Betty geben – die beiden führen eine eher unkonventionelle Ehe, denn Cecil ist offensichtlich homosexuell und Betty weiß das. Michael erfährt, dass Robert seine Versetzung ins Ausland nicht aufgezwungen wurde, sondern er dieser freiwillig zugestimmt hat, was ihn wütend und verwundert macht. Später am Abend erfolgt eine größere und buntere Überraschungsfeier, die die gemeinsame Freundin Joan organisiert hat. Unter die üblichen Gäste gesellt sich auch der junge und selbstbewusste Student Peter, der sein Interesse an Michael bekundet. Auch Nick überwindet sich, trotz seiner Krankheit die Feier zu besuchen. Michael ist in seinen Gefühlen verunsichert und gesteht Joan, dass er Nick tiefer liebe als seinen Freund Robert, obgleich deren Beziehung die stabilere sei. Zum Abschluss der Nacht besucht der Freundeskreis eine Schwulendiskothek.
Am nächsten Morgen kommt zu einem offenen Streit zwischen Robert und Michael. Michael wirft seinem Freund vor, er gehe nur nach Afrika, um nicht dabei sein zu müssen, wenn Nick sterbe. Robert bestreitet dies, gesteht aber, dass er sich zunehmend im Wege fühle, da Michael immer mehr Zeit und Gedanken für Nick aufwenden müsse. Schließlich verabschieden sich die beiden am Flughafen. Zurück in der Wohnung erhält Michael einen Anruf von Nick, der sich auf Fire Island befindet und den Anschein erweckt, sich das Leben zu nehmen. Michael reagiert panisch und mietet telefonisch ein Wasserflugzeug, um sofort nach Fire Island zu fliegen. Auf dieser Insel hatten Michael und Nick einst eine tolle Zeit verbracht, in einer traumartigen Sequenz sieht man sie im Scherz das Anwesen des ebenso reichen wie fiesen Homosexuellen Douglas überfallen.
Als Michael aufbrechen will, taucht Robert in der gemeinsamen Wohnung auf, da er sich entschlossen hat, nicht nach Afrika zu gehen. Er wird aber in der Aufregung kaum von seinem Freund beachtet. Auf Fire Island angelangt, findet Michael Nick, der keineswegs Suizid begehen wollte. Er schlägt Michael vor, Robert in Afrika zu besuchen, unwissend, dass dieser seine Reise überhaupt nicht angetreten hat.

## Produktionshintergrund
Abschiedsblicke war einer der ersten Filme, der sich offen und realistisch mit dem Thema Aids und dessen Auswirkung auf die schwule Community beschäftigte. Zum Zeitpunkt der Dreharbeiten, die hauptsächlich im Jahr 1984 stattfanden, war die Krankheit noch von vielen Spekulationen geprägt und drängte sich erst zunehmend in das Bewusstsein der Öffentlichkeit, wie sich der Hauptdarsteller Richard Ganoung  bei einem Interview 2018 erinnerte. Das Budget des Independentfilmes unter Regie des Debütanten Bill Sherwood lag bei rund 300.000 US-Dollar. Es war so knapp bemessen, dass die Fertigstellung des Filmes sich fast ein Jahr hinzog, unter anderem da lange kein Geld für die Szenen mit dem Wasserflugzeug vorhanden war. Wie sich Steve Buscemi erinnerte, drehte Sherwood alle paar Wochen einige Szenen, sammelte dann mit diesen frisch gedrehten Szenen weiteres Geld von Finanziers ein und setzte die Dreharbeiten etappenweise fort.
Sherwoods Film wurde aus der homosexuellen Szene heraus gedreht und stellt die Homosexualität seiner Charaktere als gegeben und innerhalb ihres Milieus weitgehend problemlos dar, was im Vergleich zu anderen Filmproduktionen der 1980er-Jahre nicht selbstverständlich war. Bei der Veröffentlichung des Filmes 1986 war Aids inzwischen stark im öffentlichen Bewusstsein, dennoch wurde Parting Glances – der auch viele humorvolle Elemente enthält – bewusst nicht als „Problemfilm“ über Aids beworben. Einige der an dem Film beteiligten Persönlichkeiten starben später an Aids, darunter Regisseur Sherwood, für den Parting Glances sein einziger Film bleiben sollte.
Die Besetzung bestand ausschließlich aus damals weitgehend unbekannten Darstellern. Die Figur des Nick wurde die erste große Filmrolle für Steve Buscemi, der für Parting Glances seine sichere Arbeitsstelle als Feuerwehrmann aufgab, wofür ihn seine Kollegen für verrückt erklärten. Das Risiko zahlte sich allerdings aus und seine guten Kritiken für Parting Glances verhalfen ihm zu erster Anerkennung als Schauspieler. Buscemi konnte sich nach eigener Aussage stark mit der Figur identifizieren, da er ähnlich wie diese als auf den Durchbruch hoffender Künstler in New York mit einem kleinen Freundeskreis lebte. Für die beiden anderen Hauptdarsteller Richard Ganoung und John Bolger sowie Kathy Kinney, eine Bekannte von Regisseur Sherwood, handelte es sich sogar um ihr Filmdebüt.
Die britische Gruppe Bronski Beat ist mit ihren Liedern Love and Money, Smalltown Boy und Why? Teil der Filmmusik. Die Handlung begleiten außerdem prominent die Sätze 4 und 5 der 7. Sinfonie von Gustav Mahler. Daneben enthält der Film von Sherwood, einem klassisch ausgebildeten Musiker, auch Kompositionen von Wolfgang Amadeus Mozart, Giacomo Puccini und Johannes Brahms.

## Synchronisation
Die Synchronfassung zum Film Abschiedsblicke entstand im Jahr 1987 bei der Berliner Synchron nach Dialogbuch und -regie von Florian Hopf.
| Rolle                     | Schauspieler     | Dt. Synchronstimme |
| ------------------------- | ---------------- | ------------------ |
| Michael                   | Richard Ganoung  | Tobias Meister     |
| Richard                   | John Bolger      | Reinhard Kuhnert   |
| Nick                      | Steve Buscemi    | Joachim Tennstedt  |
| Peter                     | Adam Nathan      | Andreas Fröhlich   |
| Joan                      | Kathy Kinney     | Marianne Groß      |
| Cecil                     | Patrick Tull     | Wolfgang Völz      |
| Betty                     | Yolande Bavan    | Renate Danz        |
| Douglas                   | Richard Wall     | Norbert Gescher    |
| Sarah                     | Kristin Moneagle | Anita Lochner      |
| Klaus, deutscher Künstler | Theodor Ganger   | Mathias Einert     |

## Kritiken
Vito Russo schrieb 1987 in seinem Buch The Celluloid Closet, dass Parting Glances bei seiner Veröffentlichung in der allgemeinen Presse sehr gelobt worden sei und Bill Sherwood unter anderem Vergleiche mit Woody Allen eingebracht habe. Laut Russo bewegen sich die Figuren in der „realistischsten Nachschöpfung“ der New Yorker Schwulenszene, die bis dato gedreht worden sei. Das „Geniale“ an dem Film sei, „dass er nicht vom Schwulsein oder auch nur von der Lebensweise von Schwulen handelt. Er zeigte, dass Filme schwules Leben erkunden können, ohne von schwulem Leben zu handeln. Der Film handelt davon, wie Menschen zurechtkommen; in diesem Fall sind die meisten zufällig schwul.“
Janet Maslin in der New York Times vom 19. Februar 1986 lobte den „lebhaften Stil und das gute Aussehen“ des Filmes, was angesichts des niedrigen Budgets bemerkenswert sei. Allerdings würden die Charaktere oftmals nur oberflächlich abgebildet werden, was insbesondere auffällig werde, wenn der Film zu traumartigen Sequenzen greife, um deren Innenleben anzudeuten. Eine Ausnahme sei Steve Buscemi, der eine „kraftvoll anarchische Präsenz“ habe und die interessanteste Figur verkörpere. Der gelungenste Teil des Filmes sei die Hausparty. Der Film zeige Aids als Teil eines „größeren sozialen Gewebes, verständlich im Kontext, und nie in einem rührseligen Licht“, so Maslin.
Sid Smith nannte Parting Glances im Chicago Tribune vom 14. März 1986 einen der besten englischsprachigen Filme, der bisher über Homosexuelle gedreht worden sei. Der Film sei frisch und charmant, oft auf scharfe Weise witzig und wirke beispielsweise in seinen Dialogen sehr natürlich. Der Film tauche in „mehrere dreidimensionale Charaktere mit zärtlicher Initimität ein“. Parting Glances biete die bisher „klügsten Einsichten“, wie sich die AIDS-Krise auf das Leben der Schwulen auswirke, zugleich sei Aids nur eines von mehreren Themen, sodass der Film nicht wie die Reportage eines Nachrichtenmagazins wirke. Der „fesselnde Film“ sei nicht ohne kleinere Schwächen, schaffe es aber, seine schwulen Figuren als realistische, individuelle Figuren darzustellen und zugleich ihre Subkultur spannend abzubilden.
Der katholische Filmdienst schreibt, Parting Glances entwickele „nicht ohne Selbstironie und mit unprätentiösen, teilnehmenden Bildern“ eine differenzierte Darstellung der Beziehungen zwischen den drei Hauptfiguren und zu ihrem Freundeskreis – der Film sei „ohne Pathos und Exaltiertheit, aber auch etwas unverbindlich.“ Cinema beschreibt den Film als „selbstironisch und unsentimental“, es sei ein „eindringliches Porträt ganz normaler Schwuler“.
Der amerikanische Filmkritiker und Filmprofessor Emanuel Levy urteilte 2006, Parting Glances sei eines der ersten und signifikantesten Filme über das Thema Aids. Der Film sei damals bahnbrechend gewesen, in dem er die homosexuellen Figuren als „normale Menschen, die wie Heterosexuelle arbeiten, streiten und sich versöhnen“ präsentiert habe. Immer wieder greife der Film auch Stereotypen über Homosexuelle und Heterosexuelle auf und drehe sie um. Das Thema Aids werde nicht „hysterisch oder sentimental“ angegangen, das Ende sei eher „elegisch“ und trauere einer vergangenen, freigeistigeren Zeit nach. Der US-Kritiker Dennis Schwartz schrieb 2007, der Film wirke trotz seiner Ansiedlung in der Zeitgeschichte als einer der ersten Filme mit Aids-Thematik nicht veraltet, was viel über den „reizvollen, aufrichtigen Film“ aussage.